# نونو آلوارس پریرا
دوم نونو آلوارز پریرا کَرمِلی (پرتغالی: Dom Nuno Álvares Pereira) زاده ۲۴ ژوئن ۱۳۶۰ درگذشته ۱ نوامبر ۱۴۳۱، یک ژنرال بسیار موفق پرتغالی بود. وی نقشی تعیین کرده در بحران سالهای ۱۳۷۵ الی ۱۳۸۳ داشت که استقلال پرتغال از پادشاهی کاستیل را تضمین کرد. وی بعداً عارف شد و در سال ۱۹۱۸ توسط پاپ بندیکت پانزدهم ،بئاتیفیه شد وی در سال ۲۰۰۹ توسط پاپ بندیکت شانزدهم به عنوان قدیس شناخته شد.
نونو آلوارس پریرا اغلب به عنوان پاسبان مقدس (پرتغالی: Santo Condestável) شناخته می‌شود، یا به عنوان سنت نونوی مریم مقدس (پرتغالی: São Nuno de Santa Maria) نام مذهبی او. وی کُنت بارسلوش، آورم و آرایولوس بود.